# アルトネリコ3 世界終焉の引鉄は少女の詩が弾く
『アルトネリコ3 (Ar tonelico III) 世界終焉の引鉄は少女の詩が弾く』（アルトネリコ3 せかいしゅうえんのひきがねはしょうじょのうたがひく）は、日本のガストとバンダイナムコゲームスが共同開発したPlayStation 3用のコンピュータRPG。
2010年1月28日に発売。「アルトネリコ」シリーズの3作目のゲームソフトにあたる。

## 概要
日本のガストとバンダイナムコゲームス（旧・バンプレスト）が共同開発したコンピュータRPGシリーズの第3作目。前作『アルトネリコ2 世界に響く少女たちの創造詩』から数年後の、同じ惑星上の異なる地域を舞台とした物語を描く。前作までがPlayStation 2をプラットフォームとしたのに対して、本作からはPlayStation 3に移行した。操作キャラ画像が2Dから3Dグラフィックへと変更されるなどの変更点がある。また、CESA Developers Conference 2009で公開されたCRI・ミドルウェアとガストの共同開発による「ゲーム内容や操作に合わせてBGMの音程や早さを自然な形でリアルタイムで変化させるシステム」『A.D.M.S』に機能追加した新技術「R.A.H.(詩調合)システム」により、前作までは構想としてはあったものの成しえることができなかった「状況に合わせたリアルタイムでのBGM構成」を実現し、魔法の詩を謳いながら戦うというアルトネリコシリーズの設定をゲーム上で再現している。
しかし、そうした数多の新要素を搭載に至った一方で、ガストの前作『ロロナのアトリエ』のバグ修正作業と次回作『トトリのアトリエ』の開発作業に挟まれた結果、製作がかなり突貫作業となったらしく、OP曲が出来てからデモテープをOP動画の制作会社に提出するまで一日しか猶予がなかった等のエピソードが後の関連イベントであかされており、ファンによる本作の評価自体も、発売直後のニコニコ生放送における公式イベント内のアンケートによれば、前作『アルトネリコ2 世界に響く少女たちの創造詩』に劣る結果となった。
本作は三部作の完結編と位置づけられ、トゥルーエンドでは、第1作、第2作から本作へと、登場人物の間でバトンが受け継がれた結果として、シリーズの舞台となる惑星の環境そのものに大きな影響を与えるという、アルトネリコシリーズの「終章」となる結末が描かれている。ただし後に雑誌上のディレクター土屋暁とプロデューサー河内厚典のインタビューにおいて発表されたところによれば、シリーズは本作で最終作とはならず、今後も継続されるとしている。

## システム

### 戦闘システム
本作では、武器で戦う戦士系のキャラクター3人までが前衛に、詩魔法を謳って戦うレーヴァテイル1人が後衛に配置される。その場から動かず詩魔法を詠唱し続ける後衛のレーヴァテイルを、戦闘フィールド上を自由に動くことができる前衛キャラクターを操作して守りながら敵を攻撃するというのが基本スタイルとなっている。
本作の戦闘では前作のようにターンやフェイズによる区切りがなく、プレイヤーが前衛キャラクターをリアルタイムで操作して攻撃や防御、後衛を庇うといった行動を行うアクションゲームの要素が導入されており、プレイヤーが操作している以外の仲間キャラクターはAIによって操作される。戦闘画面のマップ上キャラが前作までの2Dドット画像から3DCGモデルに変更されている。今回の武器は工具、Vボード、医療鞄とどれも本来は武器ではない（が、普通に武器屋で売られている）。
R.A.H.(詩調合)システム
R.A.H.は、Realtime Active Hymmneticsの略であり、「ラー」と読む。
本作では、前回までのあらかじめ用意された詩魔法をそのまま使うという形でなく、「詩調合」という行為でプレイヤーが戦闘時に使用する詩魔法のメロディを製作するというシステムを採っている。ダイブによって集めた「ヒューマ」という素材を用いて、プレイヤー自身がレーヴァテイルの詩魔法を製作するというもので、これによって前作までのように詩魔法毎に効果が変化するのではなく、本来の「攻撃」の効果以外に、パージ際の同時押しするボタンに合わせて詠唱中常時発動という形で、ボタンに対応したヒューマの「攻撃強化」「防御強化」「回復」「麻痺耐性強化」「毒耐性強化」といった効力が追加されていく。
BGMも詩調合で使われたヒューマの条件に合わせて戦闘時に流れるBGMにも変化が反映され、前衛の装備やレーヴァテイルのパージの度合いや残りHPによって、演奏される曲やそのテンポなども変わっていく。
詩調合で使用される本作でヒロイン毎に用意された音素材ライブラリは合計2GB以上あり、それぞれにコードも違えばテンポの盛り上がり具合も異なるため、天文学的数の組み合わせが可能となっている。それぞれのつなぎ目も、CRI・ミドルウェアの技術協力によって、ピッチシフト、タイム伸長、フォルマントといった技術を駆使することで、ごく自然な仕上がりを実現したとしている。
詩魔法は各ヒロイン一つに固定されており、効果範囲・威力などは段階を上げることで変化するが、基本的に方向性は固定。なお、詠唱時に召喚されるのは基本的に各ヒロインの心の護である。ティリア及びそのヒューマを共有するアルルの場合、オリジンであるティリアには通常のコスモスフィアは存在せず、ヒューマもティリアの過去の体験を再現しただけのバイナリ野ストーリーで集めた物にすぎないため、元が何なのか不明。
ハーモグラフィ
画面下部にはレーヴァテイルが謳っている詩魔法のリズムを反映する波形が表示されており、この波形にタイミングを合わせて前衛が攻撃を行うことにより前衛の攻撃の威力が上がるほか、ビートアップと呼ばれる現象が発生して後述のパージの準備完了の印である『PURGE READY』表示が発生しやすくなる。詩魔法の変化によって曲が激しくなれば、前衛の攻撃のタイミングもリズムに合わせやすくなる。
パージ
本作では、ヒロイン達は衣服等の妨げを無くすことでより多くの星の力を受け、より強力な詩魔法を紡ぐことが可能になるという設定になっている。前述のビートアップによってヒロインの士気が上昇することで、脱ぎやすい心境が発生して『PURGE READY』という表示と共に衣装のパージ（脱衣）が可能となり、詩魔法をより強力なものへと発展させることができると同時にバースト値の上がり方も変化し、パージが四段階に達すると、敵を精神世界に引き込み一方的に攻撃できるモード「フリップスフィア」に移行する。ただし、序盤は一段階パージすることしか出来ず、コスモスフィアをクリアすることでパージの上限が解除されていく(フリップスフィアはイベント進行が必要)。また、さらにコスモスフィアをクリアすると複数のパージを同時に行えるようになるが、パージ段階が低いとハーモニクスの上昇が遅い上、二段パージするためには二段階分のビートアップが必要であり、Extraを埋めるため以外ではまず使わない。足りない場合、暴走扱いで強制的に詩魔法が発動してしまう。特に、Extraに記録すらされない四段パージは最も習得が遅い。三段パージは終わりが若干違う（多少過激になった）ムービーが流れるようになっている。
フリップスフィアは第四段階からさらにパージを実行すると発動し、敵全体に対して最大15＋1回の攻撃を行う。この回数は全ての敵それぞれに対してではなく全体の総計なので、敵数が多いと効果が薄い。また、発動時に音ゲーの要領で曲のテンションが高くなるタイミングで○ボタンを押すことになるが、この成果が悪いと並の詩魔法より弱くなる。難易度は高くないが、若干遅めにしないとミス扱いになる。テンションバーが出現するタイミングがやや遅いため、人格によっては出現する頃にはすでに最初のバーが通り過ぎていたりする。
また、前衛が行う必殺技のうち最大威力を持つ超必殺技の使用にはこのパージを第三段階まで進めた上で、一定のバースト値に到達している必要があり、その上でバトルメニュー画面から使用することになる。超必殺技を使用した際には、前衛の衣装も男女の区別なくパージされる。使用後は一定のバースト値消耗はあるが、詩魔法自体は継続されている。

### トークマター
従来のヒロインを対象とした物の他に、今回はパーティーメンバーが対象のパーティーマターが追加された。トークマターを集めていると、詩調合の際にヒロインのパージ段階が底上げされる。
パーティーマター
ヒロインマターと同様に路上に落ちている話の種を所得することによって発生するが、特定の人物と話すことで取得できる場合もある。なお、何の変哲もないただの町人にストーリー中の一定期間に限り設定されているものもある。
基本的にはヒロイン相手のトークマターと同様の物で、取得することによってパーティメンバー同士の絆を深め合うための会話イベントが発生する。
ヒロインマターは取得後宿屋で発生するが、パーティーマターは取得したその場で発生する。

### 調合
第1作『アルトネリコ』におけるグラスメルクや前作『アルトネリコ2』のショップ調合に相当する。
第1作と同様、宿屋及びキャンプで現れる「イメージ調合」というコマンドにより、以下で説明する2種の調合が可能となる。作成者はアオトとヒロイン＋αという形で、2と違って作成者が違っても出来るアイテムは同じである。
以上のように名称こそ2の調合と同じだがシステム的に1のグラスメルクに近い本作の調合だが、システム的にグラスメルクと異なり、毎回調合にDPの消費が必要という差異も存在する。
なお、会話の内容から、どんなものを作るかはイメージで決めているらしく、途中まで何が出来るか把握していないことがある（挙句、ティリアすら原理の分からない空飛ぶ石版が出来たりする）。
イメージ調合
これまでの物と違い、今回からはヒロインだけでなく、パーティーメンバーも調合に参加する形となっている。
ただし、パーティメンバーは普通に手伝うというより、冷やかしという形での参加となる（本格的に手伝ってもらう場合もある）。
このシステムの影響で、そのアイテムの作成に参加するメンバーが存在しない場合、そのアイテムは作成できない。しかも、そこまで多くないが誰か一人いないということは割とあったりする。
今回の戦闘システムで「回復魔法」というものは存在しないが、作成時の会話の中で回復魔法をあてにする内容がいくつか存在している。
必殺技調合
今回はアイテムの調合ばかりでなく、前衛が発動する必殺技の開発も「必殺技調合」という形で行われることとなった。
アイテムの調合同様に、宝箱などから入手するビデオ（アオト）、Vボード雑誌（タツミ）、医学辞典（光五条）を元にヒロインやパーティメンバーの意見も取り入れて製作される。こちらは、該当するメンバーがヒロイン込みで決められているため、状況次第では習得が遅くなる場合もある。
なお、技取得時点では仮の名前という設定であり、各ヒロインを参加させている状態で各必殺技を使うと宿泊時に名前の提案をしてくる。

### ハートポイント
前作までは、各ヒロインのルートに分岐するための選択肢はただ一度の選択肢によって行われていたが、今作では主人公がどのヒロインを気にかけているのかという選択肢が複数回に振り分けられ、その度合いがハートポイントという数値で表現されるようになった。ポイントを分散させれば誰とエンディングを迎えるかという結論を終盤まで先延ばしにすることができるが、一方でポイントが偏っている場合にしか見ることができない、ヒロインとの絆を深め合うイベントも存在する。また、一方に完全に偏った場合、ほぼそのヒロインのルートが確定する。なお、第三ヒロイン登場時ハートポイントが分散されていない場合、第三ヒロインを選択するためのイベントを進めても、エンディングに行くための選択肢自体が出ない。

### 周回プレイ向け要素
本作では複数のエンディングが用意されているが、初回のプレイでは登場人物たちが現実に打ちのめされる、やや暗い結末にたどり着きやすいよう調整がされている。ただし、1周目からトゥルーエンドに到達することは可能である。その一方で本作はフルコンプリートを目的とした2周目以降のプレイを考慮されており、引き継ぎ及び開始位置選択等が用意されている。
引き継ぎ要素
本作では、「お金」、ダイブや調合で消費される「DP（ダイブポイント）」、および「経験値」の3つがクリアデータからの開始によって引き継がれる。
開始位置
クリアデータから開始する際、選択肢が出て、「1番最初」、ヒロイン分岐が発生し始める「PHASE-2」、そして勝敗がストーリー分岐の条件となる時限戦闘「運命の戦い」の3つから選択する事が出来る。なお、最初から以外の選択をした場合、そのセーブデータで通過した選択肢やアイテム・調合・コスモスフィアなどの状況はそのときのままとなる。
モードセレクト
前作『アルトネリコ2』の「EASY」「NORMAL」に加えて「HARD」が加わった。
ただし周回時に経験値が引き継がれることもあって、2周目以降での使用を前提としている「HARD」モードは、初回プレイでは最初の戦闘ですらクリア不能な内容となっている。

### ダウンロードコンテンツ
PS3用ゲームの特徴とも言えるダウンロードコンテンツ（以下DLC）の存在は、発売された時点で添付の説明書にも記載されていたが、長期間にわたって具体的な内容や配信時期すら告知されていなかった。ゲーム発売から半年程経った6月末に、ようやく公式HPにおいて具体的な内容と配信日、そして予告ムービーが公開された。
バイナリワールド餌霊魅亜島編（全5話）
蔵州田学園・映画研究会に所属するアオトとアルルそして顧問の教師スズノミアの餌霊魅亜島における夏物語り。
新規の衣装を着せた3Dモデル等、新規素材も数多く使われている模様。
第一話のみ無料配信で2話以降は1話毎200円の有料コンテンツとなっている。週一更新。
ハーヴェスターシャ専用人格修正パッチ（全四種+デフォルト化パッチ）
ゲーム本編におけるハーヴェスターシャ（サブフレーム）の台詞や口調を変更するパッチ。ただし基本的なストーリー自体は変更されない。
『ツンデレ』『ドロデレ』『ドM』『驚きの白さ』の四種類と、一度変更した物を元のクソフレに戻す『デフォルト化』の五つのパッチが配信される。
いずれも無料コンテンツとなっており、週一更新となっている。
アルトネリコ3カスタムテーマ
PS3の起動画面であるクロスメディアバーのカスタムテーマ。
有料コンテンツであり価格は200円。

## 世界観

### 本作の世界観
ソル・クラスタ
アルトネリコ3の舞台となる世界。レーヴァテイルオリジンの一人ティリアの管理する塔「ハーヴェスターシャ」が存在している。
アルトネリコシリーズの代名詞たるレーヴァテイルという女性のみの種族が中心であるクラスタニアと、それに逆らうアルキア及び大牙で構成される世界。
ハーヴェスターシャ
惑星アルシエルに三基存在する巨塔のうち、ティリアが管理する第三の塔。その名は神話上の人物である巫女ハーヴェスターシャに由来する。同時にこの塔と「原初の塔」に設置された二つの人工頭脳の名でもあり、それぞれの人工頭脳に宿っている仮想人格の呼び名にもなっている。「#キャラクター」の項も参照。
大牙
第一期終焉以前に起こった天変地異『七つの血痕事件』でこの地方（テル族のコロニー『シェスティネ』及び周辺諸国）が壊滅した際にできた山岳地帯「大牙」の難民キャンプが原型となっている地下都市の連合体。
その成り立ちもあって、それ以外の地とは異なり、他ではグラスノインフェリアの影響で失われた第一期文明の恩恵がかなり多く残されている。
それぞれの大牙内の諸集落ごとの自治体が連合した「大牙連合」によって治められている。
最大集落である「トコシヱ隧道」は、ソル・クラスタでも有数の大都市として知られている。
クラスタニア
アルキアの前身であるクロガネ研究所に対するβ純血種レーヴァテイルの反乱によって建国された、レーヴァテイル上位主義の国家。
元々はエンファシスという全レーヴァテイルの長として生み出されたレーヴァテイルの総帥を頂いていたが、建国以来の黒幕であるテル族が、SHサーバー(塔と結線しているレーヴァテイルの精神が格納されているサーバー)を押さえるアルキアに対して慎重論を唱えるエンファシスへの不満から、第三塔の管理人工知能ハーヴェスターシャVISTAをその後任とし、さらにこれをハッキングして自分達に都合の良い人格フィルターを植え付け、以後は実質上のテル族による直接支配体制となった。しかし表向きはその事は知られておらず、テル族はあくまで協力者としてクラスタニア上層部のレーヴァテイル達には認識されている。
上記の流れもあって現在は「世界はレーヴァテイルに支配されるべきであり、人間は奴隷としてレーヴァテイルに管理されるのが理想的である」という思想を国是としたレーヴァテイル上位社会となっている。
その事もあって、人間との混血である第三世代レーヴァテイルは真のレーヴァテイルとは見なされておらず、人間同様のクレンジングこそ行われないものの、β純血種達に比べると待遇等で低い扱いとなっている。
ティリアの管理する第三塔「ハーヴェスターシャ」のほぼ全域を支配するソル・クラスタ最強国であり、塔の恩恵をほぼ独占している。国是に従い、「クレンジング」と称して大牙やアルキアの街を破壊し、レーヴァテイルの能力開発用奴隷として人間を連れ去っている。
ヒロインの1人フィンネルはこの国の出身であり、もう1人のヒロインサキは、この国から身柄を狙われる存在。
実はここにあるSHサーバーは端末に過ぎず、本体はアルキアにある。能力的に並の人間を上回るクラスタニア勢がアルキアに対して明確な攻撃を行えないのは、SHサーバーという命綱を握られているからである。
アルキア
正式名称は「アルキア株式主権市国」。 ハーヴェスターシャの塔の原型である「原初の塔」の残骸が存在する地でもある。
第1期の頃から存在するアルキア研究所を中心として纏まっている国家。その原型となったのは第三塔「ハーヴェスターシャ」の建造を請け負った企業のベースキャンプ「クロガネラボラトリーズ」の従業員及びその家族。
位置的には第三塔「ハーヴェスターシャ」の下の方に付いているごく小さな部位のみを領土としており、クラスタニアが「クレンジング」と称して行う都市破壊の被害をたびたび被っている。
現在の代表ラファエーレは、住民からの信頼も厚いが、その裏で特殊なレーヴァテイルであるヒロインの「サキ」を誕生させ、またSHサーバーを使ってクラスタニアを裏から脅迫し、世界に重大な改変をもたらす「人類進化計画」を進めている。
原初の塔
第三塔「ハーヴェスターシャ」の原型である実験施設であり、第三塔を建造していたクロガネラボラトリーズの本拠地でもあった施設。後にこれを防衛するために『アルキアの会』が結成されて、現在のアルキアが成立するに至った。現在ではすでに破壊されて稼働停止しているが、その残骸は未だにアルキア内部に存在している。
第三塔のレーヴァテイルの精神そのものであるサーバーは、クラスタニアではなく原初の塔に存在する。そのためクラスタニアは事実上アルキアの管理下に置かれている。
この塔とは別に、ソル・シエールにも第一塔「アルトネリコ」の原型となった同名の塔が存在する。
ムーシェリエル
塔の下部に存在する巨大なドーム状の施設。中は豊かな湿原が広がっている。
元々は、AHPPに使用される『四次正角性中核環』をティリアと第三塔に属するβ純血種レーヴァテイルの導体H波から導力をえて結晶化することで生み出すのを目的とする施設だが、かつてのクロガネラボラトリーズとクラスタニアが協力して建造し第三塔の生成に不足していた導力を補う目的で使用された、アルシエル史上最大規模の導力吸収施設。
600年前に第三塔生成のために稼動された際、当時星に残されていた導力を吸収した結果、星が謳えなくなるレベルまで導力を吸収してしまい、星の総意が抗体が生み出し人間を排除するようになった。なおフィンネルの人格の一人である珠洲ノ宮(スズノミア)はムーシェリエルが導力を吸収してしまったため、星が詩を紡ぐ力を失くし切り離され名前を失っていた。
作中においては、アル・ルゥによって抗体が生み出される源と化し、中盤の重要イベントの舞台となっている。

### 用語
本作では従来の共通の重要用語の他に、本作の世界でのみ主に語られる用語がいくつか存在する。
星の意志
本作では、シリーズの舞台となっている惑星アルシエル自体が巨大な生命体であり、意思や感情を持った存在として人間とコミュニケーションを取る手段が存在しているという設定が明かされている。
ソル・シエールやメタ・ファルスの世界では、レーヴァテイル・オリジンが「神」と呼ばれて信仰や畏怖の対象となっていたが、ソル・クラスタではかつて惑星アルシエルの意志たちが「神」と呼ばれ信仰の対象となっていたという描写があり、例えば『星巡り』で使われる『星向き』の各方面の名称にその影響は見られる。
生命創造を担当する『創造主（モディファイア）』と創造主達の生み出した存在を管理する『維持管理者（メンテナンサー）』に分類され、それぞれ
『モディファイア』咲.ユリシカ.アルル.レーレ
『メンテナンサー』スズノミア.ソーマ.サラパトゥール.フィラメント
と区分される。
なお、ゲーム本編では語られていないが設定資料集や、『謳う丘～Ar=Ciel Ar=Dor 初回特典本』で出てきた星の意志として「ホルス」「ユークリッダ」「クリューエ」「リステア」「蒼天帝」「シャラノワール」「ディジア」「紗々之宮」という名が確認されている。
詳しくは『アル・シエルの神に付いて』の項を参照。
抗体
人類を拒絶するようになった惑星アルシエルが、人類を排除すべく生み出した生命体。
雲海の猛毒やブラストラインのプラズマもものともせず、逆に活力源としてしまう脅威の生命体でもある。
ソル・クラスタは過去この抗体の脅威に何度もさらされており、ほんの数十年前に根絶できたばかりである。
抗体がもつ本来の目的は、ブラストラインのエネルギー及びこの世界の生きとし生けるものを全て食い尽くして死ぬことにより、その屍を星の命の土壌とすることである。
ムーシェリエルとリバーシアプロトコル発動により生命力を極限まで吸われた星の意思が生み出した存在であり、生命力を星に還元する機構なのだが、現在もはや抗体による還元機構ではどうにもならないレベルまで惑星アルシエルのエネルギーは枯渇しており、フィラメント曰く1年程度で星は生命が維持できなくなる模様。
役割を終えた抗体の一部はソル・シエールに流れ着いた処を捕獲され、『雲海魚』として珍重されているらしい。
DFP
DetailWave Flare Pulse（D波フレアパルス出力装置）の略。導体D波と呼ばれる波動（物理的な作用を起こすエネルギーそのもの）をフラッシュさせる装置。
レーヴァテイルおよび導体波で動作する装置全般に対して一時的に行動を停止させることができる。
なお、ゲーム内用語集では「DitailWave Flare Pulse」と表記されているが誤植である。
β-6D
一般的なβ純血種のクローン元となるオリジンの同等存在の事。
β純血種はこのβ-6Dと総称される個体の広大な精神世界をコンパートメント（分割）し、その1セグメントを使用して作られている。
つまりβとは、非常に高価なコストのかかるレーヴァテイルの根幹部分を共有することで、オリジンより製作しやすくした物と言える。
γ昇華体
アルキア研究所が開発した、「抗体頭脳」を沈静化させる詩「EXEC_FLIP_ARPHAGE/.」を謳わせるために生み出した特殊なレーヴァテイル。通常のレーヴァテイルの場合、精神世界の深度は第9層までしか存在しないが、γ昇華体の場合は第24層までの深度を持つ（ただし通常のダイブを行った場合の深度は人間が認識できる最大深度の第9層までで、それ以上のレベルにダイブするには第一紀の高性能なダイブマシン等を用いなければならない。また、通常のダイブよりも遥かに危険である）。また、γ昇華体の精神世界はSHサーバーではなくバイナリ野の中に存在する。
その訳は人間以上の高次存在である抗体頭脳に詩で干渉するために、同じく上位波動を有する星の意思を精神世界内に宿すためである。ゲーム中ではサキア・ルメイが該当する。
AHPP
かつて第一期文明時代末期のソル・シエールとソル・クラスタの戦争中に発生した「七つの血痕事件」を期に起こり始めた異常気象を解決するべく計画された惑星再生計画。
正式名称は「アルシエル・ヒーリング・プラネット・プロジェクト」。
元々は第三塔で技術開発を行い、第二塔のあるメタ・ファルスの地で実行という予定であった。
しかし第三塔における責任者にして研究所所長、ティリアの養父であったクロガネ博士の自殺、及びティリアのリバーシアプロトコルの失敗により中断された。
エンシェント派
AHPPの続行を目指したかつてのアルキアの主流派。しかし、ラファエーレによる派閥争いでの敗北もあってアルキアから追放され、逃亡者という立場にある。
現在その生き残りは上帝門にある「刻の輪製作所」に在籍して細々と研究を続けている。
キラハやカテナはこの派閥の一員。
ネオアトラス派
AHPPの続行を断念し、人間と抗体を融合させることでアルシエルに順応しようとする計画、「人類進化計画」を推し進めようとしている現在のアルキアの主流派。
その原点はクロガネ所長により計画され、後のアルキアの会の名前の元となったアルキア・カレンを責任者として進められた『B計画』であり、さらに言えばクロガネ自身の学生時代の研究『H波アルゴリズムの組み替えによる人類進化』が大本となっており、レーヴァテイルに生殖機能が与えられたこと自体がクロガネの思惑による物であるが、クロガネ自身の計画が後の「人類進化計画」とはまた違ったものであったらしい。
幹部は身体のどこかにレーヴァテイルを制御するクリスタルを埋め込んでいるのが特徴（ラファエーレは首の後ろ側、ラウドネスは前頭部）。
ラファエーレや『アルトネリコ2』に登場したラウドネス博士はこの派閥に属する。
テロメア
一部を除く純血のレーヴァテイル達の『中核三角環』の活動を制御する機構。通常『中核三角環』は150年以上の活動には耐えられない為、レーヴァテイルの生命活動に異常が発生する前にテロメアの制御によってその生命活動を停止させる事となっている。
サキ及びフィンネルの場合は、複数人格による肉体の共有という異常事態によりテロメアが必要以上に急速に減少していただけで中核三角環自体には異常がないため、テロメアの補充により延命できる可能性がある。
一方、ティリアの場合はテロメアの減少の仕組み自体が異なり、中核三角環の負荷による破損毎にその都度テロメアが減少していくという仕組みであるため、単純にテロメアを追加するだけでは延命手段たりえない。
Vボード
アルキアを中心にソル・クラスタ全域で流行しているスポーツで、ソル・クラスタでは自転車同様の感覚で普及しているメジャーな乗り物であるフリッパー板を装備したサーフボードのような形状の「Vボード」を使って行われる競技。
大会や専門誌も存在しており、ゲンガイはこのスポーツにおける有名選手でもあるらしい。
管理名
ソルクラスタ独自の命名法であり、政府機関に登録されている名前。「真の名」ともいい、これが他の存在に知られてしまうと現在地等が完全に筒抜け状態になってしまうため、原則として家族等の特に親しい間柄でない限り秘密にする。
4つの要素で構成されており、前から順に「個人名・ネィティブコード・職業・血統」となっている。

## ストーリー
3本目の塔が存在する世界ソル・クラスタ。この世界の人々はレーヴァテイルを中心とした国家「クラスタニア」が行うクレンジングと称する破壊行為によって苦しめられている。
そんな世界の片隅で青年アオトは「奇跡」と呼ばれる力を行使する少女サキと出会う。クラスタニアに追われるサキを連れてアオトは故郷を旅立ち、途中クラスタニア出身のレーヴァテイルであるフィンネルを助け行動を共にする。彼らは旅を続ける中で、二人の秘密や残された寿命があと僅かであることを知ってしまう。彼女達を巡る各勢力の陰謀や彼女達の過酷な使命に翻弄されながらも、二人を助ける術を持つという塔の管理者の存在を知り、二人の少女に命の火を灯すため奔走するのだった。

## キャラクター
ソル・クラスタ世界の人間は通名とは別に、フルネームである「真名」を持つ。仲間キャラクターの真名はステータス画面で確認することができる。

### 主人公
蒼都（アオト）
声 - 杉山紀彰
上帝門生まれの青年。元気で向こう見ずな性格。両親の死後、蒼谷の里に移り住み、物語開始時点では鳶職の見習いをしていた。仕事に向かう最中に、ミュートと戦うサキア・ルメイとキラハに出くわし、父の形見と同じペンダントを持つキラハから今際の際にサキとペンダントを託され、以後はサキを連れて逃亡生活に入る。
腕っ節が強く、その戦闘力は物語冒頭で彼と対峙したミュートを驚かせた。また情が深く、自分のことや世界の命運といった大儀よりも、仲間や愛する異性といった身近な人物のことを第一に考えて行動し、結果的にはそうした姿勢が惑星意志たちの心を動かしていく。反面、頭から疑うということは苦手で、浅慮ゆえに咲を度々アルキアやクラスタニアに奪われることもあった。
手先が器用で、徐々に高度な調合やおよそできるとは思えない調合も可能となっていくが、デザインセンスが悪かったり原理不明のアイテム等が多々出来上がるため、調合したアイテムが散々な評価を受けることが多い。
母はβ純血種であり、人間の体に強いレーヴァテイル質を持つためか、ティリアに「半レ人」と呼ばれる（ただし詳しい経緯は作中で明かされない）。
武器は大剣やドリル、ハサミなど複数の形態に変形する工具。「自分以外に武器として使っているところを見たことがない」というこの武器だが、武器屋で様々なバリエーションがある。超必殺技はパンツ一丁となり巨大なドリルで突貫する「コンストラクト・ゼロ」。
真名は「蒼都_lx.架種上帝門」。

### ヒロイン
サキとフィンネルの二人はそれぞれ多重人格を抱えた特殊なレーヴァテイルであり、人格が切り替わることによって、それぞれ主人格とは体格や衣装も異なる姿に変身することができる。これらの特殊な精神状態は、彼女らが惑星アルシエルの意志の一部を宿した存在であるため。多重人格はレーヴァテイルの寿命を著しくすり減らし、本来150年ほどの寿命を持つβ純血種でも長くはもたない。γ昇華体レーヴァテイルであるサキは、奇跡の力を行使しない限りはテロメアの消耗が加速しないのに対して、フィンネルは普通のβ純血種であるため、ただ生きているだけでも急速にテロメアを消耗しており、より危機的状況にあると言える。なお彼女達に宿る人格はアルキアに拘束されている抗体経由で精神世界に接続している。
各ヒロインやその人格には食べ物の好みが設定されているが、これは詩魔法の調合を行う際、ヒロインの機嫌を取るために重要になる。
咲（サキ）
声 - 後藤麻衣 / 歌 - 志方あきこ(ヒュムノス)、片霧烈火(R.A.H)
本作のヒロインの一人で、「女の子らしい純粋なかわいさ」を前面に押し出したキャラクター。アルキアによって生み出されたγ昇華体レーヴァテイルであり、その特殊な出自のため複数の勢力から追われているが、過去の記憶を失っているため、なぜ自分が追われているのか分からない。「奇跡」と称する特殊な力を行使することができるが、その力を行使する度に記憶と寿命を失っていく。
心優しく平和が一番と考えており、若干度が過ぎるくらい人を疑わない。アルキアにいた頃には保育園の先生をしていた経験があり、紙芝居作りが趣味。しかし本人は真面目で一生懸命であるものの、思考や言動が常識からやや外れており、「サキクオリティ」と呼ばれるほどお話作りのセンスやアイテム調合時のネーミングセンスも独特であることなどから、その性格を「天然電波」と形容されてしまうこともある。争いのない平和な世界を夢見ており、それを夢物語と批判されても信念を貫こうとする。
彼女の正体はサキア・ルメイに宿ったアルシエルの意志の一部で、サキアの名の元になった『咲夜琉命（さきやるめい）』神その人であり、アルシエルの創造を司る意志『モディファイア』の中でも特に「人類を含む動物を中心とした生命の創造」を担当した存在。神話に於いては救いの神とされている。コスモスフィアでの本人の言葉から、理想的なサイクルを思い描くことを主活動としている。惑星の還元機構である抗体の脅威によって苦しむ人々を解放したいという想いから、アルキアが接触してきた時に「EXEC_FLIP_ARPHAGE/.」を謳い人々を救おうと願いサキアの体に宿った。
彼女の精神世界では自分の与えられた使命に対する苦悩や、役目を終えた後に人として地上に留まるべきか神として星に還るべきかといった葛藤を垣間見る。
チョコレートなどの甘いお菓子を好む。
真名は「咲_zx.零種フレードジャンクション」。インストールポイントは右太もも。ヒュムネコードは「SAKIA_FEHU_TILIA_HARVESTASYA」。
心の護は、流浪のガンマン「バクダソマソ」。紡がれた直後にハードボイルドに咲を口説いたりした。サキが呼ぶ時にのみ、呼称が「バクダンマン」となる。
サラパトゥール
声 - 後藤麻衣
サキに宿る人格の一人。サキの開放的な部分を司っており、サキの欲望に忠実。そのためサキに代わってアオトにアプローチするなど何事にも積極的。
茶目っ気が強く、始めて顕在した時にアオトと接吻寸前の距離で人格を交代したり、結婚式騒ぎでフィンネルに蹴られたアオトに押し倒された状態で咲に戻るなど、かなり際どい状況に発展することが多い。
アルシエルの「愛および母性を司る意志」。古代ソル・クラスタにおいては『堕天后』と呼ばれていた。神話の時代に人間の青年に恋をし、人間界に降り立ち許嫁の関係となったが、青年に横恋慕した巫女と壮絶な取り合いをした物語が語られている。サラパトゥールはそのことを「あの頃はやんちゃだった」と語っている。
豊胸効果があるというクルルクの実など、大きな果物を好む。そのお陰か他ヒロインと比べても非常に扇情的なスタイルを持つ。恥じらいが薄く脱ぐ事にあまり抵抗がない。本人曰く「見られて恥ずかしい体ではないし見せて損をさせる体でもない」とのこと。
コスモスフィアでは、理想主義な咲に現実の厳しさを教えようとする。またサキがアオトに恋している事に理解を示しており、本来恋をすることは星の意思としてはタブーだが、それを気にせず応援していた。
甘いフルーツやデザートを好んで食べる。
心の護は、乱暴な言葉遣いの少年「アーケ」。ぱっと見少女に見えなくもないが、そう言われると怒る。
フィラメント
声 - 後藤麻衣
サキに宿る人格の一人。星の現状を憂い、伝説上のレーヴァテイルであるティリアが「惑星の再生」を目的とした存在であり今も世界を再生しようとしていることを理解し、ティリアを捜し求めている。純真なサキの物理的・精神的なダメージを肩代わりする役割を持ち、サキが忘れている彼女の正体や使命、アルキアとクラスタニアがそれぞれ企てている計画など、様々な秘密を知っている。パージする際、破れるように脱げていく。
アルシエルの管理担当者であり「バランスを司る意志」を担当している。クラスタ表記では『黒螺』と呼ばれ、神話においては貧乏神として描かれている模様。
合理性を重んじる性格で、ティリアの諸々の言動に対しては「惑星の再生以外は特に期待していない」と言い、対人関係にはやや淡白な印象を与える。長期的に見て物事がよい方向に好転するように行動するため、短期的に見ると敵として見られやすい。 咲のコスモスフィアにて、依存心などのアオトへの想いが大きくなることを危惧している。何度か咲を諭すためにアオトとも協力してシナリオを組むが、咲のアオトに対する想いからほぼ失敗する。
彼女が包帯だらけなのは星の現状を表している事が原因。惑星のコアが破壊されている為、今の彼女には心臓が存在しない。
彼女がパージすると猫耳と猫の尻尾が現わになるが、これは彼女が猫好きな性格の為である。
スルメやジャーキーといった乾物が好物。
心の護は、メイド服を着た黒猫「こけってー」。
咲夜流命（サキア・ルメイ）
声 - 後藤麻衣
サキの身体の本来の人格。アオトと最初に出会いサキのことをアオトに託した人格である。サキの管理者を自称し自らに与えられた目的に忠実で、サキが本来の目的を果たすためにはいかなる障害も排除しようとする。そのため再登場の際には世界よりもサキを護ろうとするアオトらと対立する。ただし、顕現できる時間は短いため、そこを突かれて邪魔されることが多い。
サキが「奇跡」を行使する度に記憶を失っていくのは、サキが使命を果たす上で妨げになるであろう記憶をサキアが封印していた為である。また、「障害」というのは自分の精神すらも対象であり、サキの精神世界第一階層で外部人格であるサキのコスモスフィアを定着させる際、スペースを確保するため自分のコスモスフィアを破壊した。進行の仕方によってはコスモスフィア深層にてサキと和解し、サキの「お姉ちゃん」となる。
実は見かけによらずぬいぐるみが好きなどメルヘン趣味な一面も持ち合わせていて、コスモスフィア深層ではその性格が著しく顕著している。サキのコスモスフィア内で展開される設定『詩天使ミラクルさっきゅん♪』の原案者だが、その物語を書いたことは本人にとって黒歴史そのもので、その話題に触れられることを物凄く恥ずかしがり、最初にアオトが原案者であることを知らず指摘していた時は頑なに否定していた。
星巡りに使われる『星向き』の名前ともなっている神『咲夜琉命』にちなんだ名を持つが、あちらが『サキヤ』と読むのに対して彼女の名前は『サキア』という差異が存在する。
ラーメンやシチューに目がなく、隠し味にもこだわる。
心の護は、王子の扮装をした男装の麗人「ツァリヴェーラ」。
フィンネル
声 - 喜多村英梨 / 歌 - 霜月はるか
本作のヒロインの一人。性格はツンデレで、少々ドジなところがある。クラスタニアの出身のβ純血種レーヴァテイルだが、その身体にはサキと同様の事情を抱えており、すり減っていく寿命の問題を解決するため「大地の心臓」と呼ばれるものを探して故郷を離れている。アオトらと知り合うまでは、トコシヱのよっこら食堂で行き倒れの処を女将さんに拾われたのを切っ掛けに、β純血種である事を隠してウェイトレスの仕事をしていた。失敗の多い自分に自信がなく自己評価が低いが、からかわれるとむきになって突っかかる一面もある。幼い頃から辛い事があったときや寂しい思いをしたとき、夜空を眺め気を紛らわせていたため星巡りを始めとした星の並びに詳しい。
ハーヴェスターシャから延命のために「大地の心臓」が必要だと教えられ、クラスタニアを出ていた。その為、大地の心臓を持つタツミをクラスタニアへ連れて行こうと接近する。
彼女は出生前の培養中、意図的に抗体の接触を受けた影響で惑星の意志を精神世界に宿らせたレーヴァテイルである。フィンネルの中に星の意志を宿らせたのは、抗体頭脳にフィンネルのボディを提供しその中に宿ったスズノミアを中継として抗体を爆発的に生み出させるため。それを達成する上で彼女自身の意志は邪魔であるという理由から、幼少時よりいじめを仕向けられ精神を抑圧されていたという過去を持つ。この影響で精神力が弱まっており、本来スズノミアのみが彼女の体に入るはずだったが、ユリシカやソーマが入り込んでしまい寿命を縮める結果となった。彼女のコスモスフィア内では、暗くて汚いトイレに閉じ込められ続けるという内容の心象風景や、自身の理不尽な境遇を無理に合理化するための葛藤などが描かれる。その経験から自身の精神を保護する防衛機制として、虐げられて喜び最終的に消滅しようとすることでアイデンティティを保とうとしたり、自分の不幸を不可避な形で演出することでアオトに構ってもらった挙句引きずり込もうとする歪んだマゾヒズムを持つ。この防衛機制はコスモスフィアで絶大な実行力を持ち、ほとんどの階層に手を回してフィンネルにとって表向き好ましい形で終わることを妨げている。
背中が弱点らしいのだが背中剥き出しの格好をしているため、ももこから真性マゾという判定を受ける。
アイスクリームやかき氷といった冷たいものが好き。貧乳を気にしていて、大嫌いだがクルルクの実を食べているらしい。だがももこ曰く手遅れとのこと。
真名は「フィンネル_ax.鋳種クラスタニア」。ヒュムネコードは「FINNEL_FEHU_TILIA_HARVESTASYA」。
心の護は、サディスティックな女性の「ももこ」。本人曰く、フィンネルに望まれている存在。心の護と思えないほどフィンネルをいじめ(落ちた食事を食べさせようとしたり)、アオトに睨まれている。防衛機制によって生み出された存在であり、防衛機制が消滅すると存在を保つことができない。フィンネルの深層意識の望みに従い、アオトに攻撃されない程度にぎりぎりないじめを行いアオトの意識をフィンネルに釘付けにしている。なお、所々に発生する重要度が低い割に大量のDPを要求するポインタでは、様々な情報をアオトに漏らす。
ユリシカ
声 - 喜多村英梨
フィンネルに宿る人格の一人。フィンネルとソーマのサポートに徹しており、両者が対応できないような局面では表に出て力を発揮する。フィンネルの扱いを巡ってソーマとは対立している。
発破を始めとした薬物の知識や様々な科学技術にも精通している。また戦闘力も高く非常にサバイバル能力が高い。聡明で思慮深く要領が良い為、精神世界内でも危なそうな局面では関わろうとしない。コスモスフィア内ではややマッドサイエンティストじみた言動が窺える。また看護師の格好をしているためコスモスフィア内での肩書きが看護師になることがある。パージする際、第三段階以上に為るとスクリーン越しのシルエットでサラパトゥール並みのボディラインが顕になる。
アルシエルの「文明発展を司る意志」でモディファイアに分類される。自身でヒューマを作り出したりできる。クラスタ表記では『紅蓮帝』と呼ばれ、神話では名前通り火の神とされる。フィラメントとユリシカは、星の意志が人間の創造をした際に文明レベルを制御する目的で生み出されたため、他の星の意志と比べ年齢が若い。比較的人間に対し肯定的な人格であり、星の現状は人間側に責任があるが、星にも非があると考えている。そのためフィンネルの境遇を憐れみ、自ら彼女の助けになるべくフィンネルに宿った。
煎餅やフキ味噌が好物。
心の護は、ミサイル等で武装したロボット「ハベリ」。
ソーマ
声 - 喜多村英梨
フィンネルに宿る人格の一人。一人称は「僕」。偶然を装ってフィンネルをアオトに引き合わせた。クラスタニアの刺客として暗殺の仕事を請け負っており、またフィンネルを監視している。
性格は後述のかぼたつ曰く「キレデレ」であり、すぐにキレてフィンネルを追い出そうとする一面もあるが、本当は誰よりもフィンネル思いの人格でもある。一方フィンネルに負けず劣らずの隠れドジっ子でもある。前述のアオトに引き合わせる段階においても崖から生えた氷か水晶らしき物体の上でフィンネルに戻るなど、下手をすると大怪我をしかねない状況だった。
ユリシカからは総意に忠実な犬と呼ばれているが、実際はフィンネルを生かそうとしており、アオトたちにフィンネルが助かる方法を最初に教え、任務外の状況でも度々顕在し助けていた。それ故に、フィンネルの延命の話が偽りだったことを知った際は躊躇なくアヤタネに対して叛意を顕にした。
他の人格と違い、任意に顕在できるようにクリスタルがインストールされており、フィンネルの意識を無視して表に出てこれる。このクリスタルは後にアンインストールされるが、そのシーンが「問題のシーン」として一部で話題になる。
フィンネルに対して一生懸命なアオトに好意を抱いており、自分のスレンダーさをアピールするなどちょくちょく気を引こうとしている。また、「可愛い」と言われたりすると、どぎまぎしたりもする。
普段は暗殺稼業をするためピエロのような着ぐるみを着ている。着ぐるみの中は大変暑く彼女は常時汗まみれであり、脱いだ時は足元に水たまりが出来るほど汗をかいている。だがそのおかげでフィンネルが羨む程の抜群のスタイルを持っている。彼女自身も自らのプロポーションに自信を持っている為薄着でも平気で行動している。
フィラメント同様の管理担当者『メンテナンサー』であり、アルシエルの「災害や天災を司る意志」。ソル・クラスタにおける神としての名前は『蒼痲ノ宮』、ソーマはシエール風の読みであるらしい。
スナックやハンバーグといった子供っぽい食べ物を好物とする。
心の護は、カボチャに乗った少女の「かぼたつ」。素直ではあるが口が悪く、思ったことをはっきり言うタイプ。ある階層にてアオトにソーマを助けてくれるよう説得をする際、ソーマについて「頭が悪い」「ドジっ子」「キレデレ」など暴言を吐いていた。
和服の少女（スズノミア）
声 - 喜多村英梨
フィンネルに宿る人格の一人。やや時代錯誤な喋り方をする。当初は自身の名前を含めた記憶を失いつつも深層心理階層から度々フィンネル達に呼びかけていた。ヒロイン達に宿った星の意志の中では中位に相当する。ソル・クラスタにおける神としての名前は『珠洲ノ宮』で、アルシエルの「詩と想いを司る意志」。ソルシエール風の呼び方として『ヒュムノスフィア』という名も持つ。
ダイブの階層が深くなるにつれてフィンネルの身体の所有権を主張して独自の行動を開始する。抗体頭脳アル・ルゥとも関係のある人格であり、名前を失っていた際にはアル・ルゥと同一視されていた。
上位波動を有し、人間ではコンタクト不能なアル・ルゥとコンタクトを取るための中継としてアヤタネに召喚された。アヤタネに騙されてフィンネルの生命力・精神力を削る要因となってしまったことに責任を感じており、記憶を取り戻して和解した後は崩壊しかけたコスモスフィアを再構築しようとするなど、フィンネルを助けようとする。本来フィンネルの肉体にはスズノミアのみを宿らせる予定だったが、前述の通りフィンネルを取り巻く環境によるストレスで精神が抑圧されていたことと、力と記憶を無くしたスズノミアの波動レベルが矮小化していたために、予定にはないユリシカとソーマが宿る結果を招いた。
極度のベジタリアンであり、よく生野菜を食べている。
心の護は、態度の裏表が激しい少女「アレーティア」。なお、彼女の攻撃は初代のオリカの詩魔法「ボエ」や前作のルカの詩魔法「白夜嬢」に似ている（暴言ではないが）。フリップスフィアでは「トウコウスフィアに出たい」という心の声が聞ける。

ティリア
声 - 坂本真綾 / 歌 - KOKIA
レーヴァテイル・オリジンの1人にして、ソル・クラスタに聳え立つ第三塔「ハーヴェスターシャ」の管理者。第1作の舞台となったソル・シエールにおいてエレミア教会から信仰の対象として崇拝されるエレミア三謳神の一柱「ティリア神」その人であり、ソル・クラスタでは伝説上のレーヴァテイルとして認知されている。
700年前に塔と一体化したことで身体を失い死亡したとされているが、物語中である条件を満たすことによってフォログラフィ技術によって肉体を得て復活する。性格はかなりマイペースで、しばしば脈絡もなく大好物の揚げパンを欲しがったり、管理者としてあるまじき突飛な言葉を口にし周囲を困惑させることがある。戦闘では第1作のシュレリアと同様、専用の甲冑「リンケージ」を纏って参加するが、普段の立ち絵などはパージ四段階目（他のキャラでの下着レベル）であり、他のキャラほど脱ぐのにためらいがない。
惑星再生に対する執着心はあっても塔の管理者としての責任感は薄く、塔の外観を見て大きすぎると思ったり、昇り降りに苦労するため専用エレベーターを付けて置けばよかったとの、問題発言を口にする。ノーマルエンドでは自身の延命の方法をアオトと探し出すために（アオトと離れ離れにならないように）塔から抜け出したりする。
物語終盤「リバーシアプロトコル（EXEC_REBIRTHIA=PROTOCOL/.）」の後半部分を思い出すために、彼女の記憶から構築された仮想世界にダイブをすることになる。バイナリ野では自身の記憶や精神への影響が強いため自分と心の距離が遠かったボディガード、楠将門の役割をアオトに当てる。しかし、その役の設定を超えた影響をアオトがバイナリ野に与え続けた結果、次第に彼に好意を抱くようになる。また、結婚生活に憧れておりハートエプロンを見ながら陶酔したり彼女のルートを選ぶとアオトの幼妻（おさなづま）になりたいと話すなど愛らしい一面を見せる。
オリジンであるため、メタ・ファルスに存在する第二塔の管理者であるフレリアと同じ「エル・エレミア」(＝当時のソル・シエールの盟主国)出身。ソル・シエールにある第一塔「アルトネリコ」の管理者であるシュレリアとは二回ほど面識がある。その時の、彼女と彼女の養父であるエレノ博士との幸せそうな様子が強く印象に残っていて、同じオリジンという立場でありながら、憎悪や恐怖を抱きつつもひたむきに慕っていた自分の養父からは研究対象としか見られていない事に、どこか満たされずにいた。プロフィールで嫌いなものはエオリア（＝シュレリア）となっている。
第一塔の管理者になれない等他の二名のオリジンと仕様が異なるが、エオリアの製作研究データを基に設計された関係や惑星意志との対話を目的に生み出されたのもあって、その分性能が上であり、エオリアやフレリアでは感知できない物も感じたり表現したりすることが出来る等、扱える限界周波数がより高くなっている。しかし、こうした性能上昇や数々の試験的な試みの代償として他のオリジンよりも不安定な個体となっており、機能破損時の停止がテロメアによって自動的に為されるよう、あらかじめ組み込まれている。なお、3人のオリジンの中でティリアだけが、人間との間に子孫を作ることが出来る。
心の護(？)はウラガエル。平面的なデザインで、目らしき部位からビームを放つ。コスモスフィアなどには登場しない。
パンやケーキが好物。もちろん、揚げパンも好き。
インストールポイントは、オリジン共通である腰。ヒュムネコード及び本名は、「TILIA_ANSUL_HARVESTASYA」（ティリア・アンスル・ハーヴェスターシャ）。
3サイズ/72-60-75
アル・ルゥ（アルル）
声 - 小松由佳 / 歌 - 霜月はるか、志方あきこ
「抗体」の統率者とされる存在であり、「抗体頭脳」と呼ばれる。惑星に住む生命体たちよりも惑星そのものを護ることを至上とする、人間に対して敵対的な惑星アルシエルの意志の一つで、黒い翼を持つ少女の姿で具現化する。サキやフィンネルの肉体に宿る惑星意志達が下位〜中位の人格なのに対して、アル・ルゥは上位人格に相当する。なおアル・ルゥとはアル（唯一の）・ルゥ（意思）という意味であり、人名ではない。
フィンネルはアル・ルゥを呼び寄せ利用するため、サキはアル・ルゥを封じるため生み出されたレーヴァテイルであり、二人はこのアル・ルゥを巡って敵対する宿命にある。ただしゲームの進行によっては二人の対決を阻止してアル・ルゥと和解する展開になることもあり、その際にはティリアの一人格として融合しアオトらに協力してくれる。その際にティリアから「アルル」という愛称を与えられる。
劇中で最も参入が遅く、参入後はストーリーに関わることもほぼないため、宿の会話においてアオトに忘れられさえする。
普段はやや高圧的な感じだが非常に恥ずかしがり屋であり、服を脱ぐのをひどく嫌う。詩調合の際にはアオトの悪ふざけに泣いて許しを請うほど。
食べ物の嗜好は「理解不能レベル」と評されるように、シュールストレミングなど通常はまず食べられそうにないような物を好む。
心の護（？）はゾーイー。人魚の妊婦のような姿で、「純粋さ」を詩魔法としての攻撃力に置換し、イルカのような形にして突撃させる。

### パーティーメンバー
タツミ
声 - 斎賀みつき
アオトの友人であるクールな少年。トラブルに巻き込まれたアオトに協力し蒼谷の里を出る。
師匠で命の恩人であるゲンガイの導きもあって、Vボードと呼ばれるサーフボード状の乗り物の熱狂的な愛好者であり、大会出場を夢見ての修行中に蒼谷の里を訪れて、そこで唯一の同年配であったことから、アオトに友人たることを求められて現在に至る。一方その素性には秘密があり、ある事実をアオトに隠している。
真名は「龍御_lx.縛種堕天峰」。
戦闘ではVボードを剣のように振るって戦う。
ココナ・バーテル
声 - 志村由美 / 歌 - 片霧烈火
前作『アルトネリコ2 世界に響く少女たちの創造詩』から引き続いて登場。
前作のエンディングで仲間であるジャクリ（ミュール）からの懇願を受け、ハーヴェスターシャに「大地の心臓」を渡すという使命を帯びて、メタ・ファルスからこの世界を訪れた。しかし、ソル・クラスタの出身ではなく素性の知れないレーヴァテイルであることや、大地の心臓を隠し持つため、クラスタニアから狙われ、ゲンガイ等の協力の下で身を隠している。一方で彼女が詩魔法サーバー自体も三つの塔のいずれにも依存せず、メタ・ファルスに存在する「インフェル・ピラ」を詩魔法サーバとする特殊なレーヴァテイルのI.P.D.であることは、クラスタニア側にも気づかれておらず、そのため第三塔の導力が停止中でも詩魔法を使用することができルーファンを驚かせた。トゥルーエンドの物語終盤では、「インフェル・ピラ」から送られた導力を「ハーヴェスターシャ」に誘導するためにさーしゃが製作したヒュムノス「METHOD_HYMMELI/.」を謳う。
作中、ほとんど詩魔法を謳うことはないが、実は衝撃波を飛ばす必殺技は詩魔法の延長であることをティリアに看破される。
前作と同様、特定のヒロインと結ばれずにトゥルーエンドを迎えた場合、彼女のエンディングとなる。
武器は一対のトンファーに分離するVボード。超必殺技は水着姿となってVボードに乗り、髪留めに偽装していた武器で複数回斬りつける「フォトンライド∞∞」。周囲から見て残像が見えるほど加速するため、その勢いに耐えられず(本人曰く、未熟だから)脱げてしまうらしい。
光五条（ひかりごじょう）
声 - 森川智之
トコシヱ隧道にて診療所を開業しているアルキアの貧民層出身のレーヴァテイル専門医。妹「藍紗」の死の謎を追い求め、アルキアを去り、大牙に移り住んだ。タツミの秘密を知っている。
容姿秀麗な色男で、患者たちからは人気がある一方、戦闘中の超必殺技でふんどし一丁になったりレーヴァテイル専門医であるための偏見から誤解を受けやすく、パーティの女性メンバーからは一歩引かれている面もある。他の男性キャラクター同様、ヒロイン達のコスモスフィアでの扱いはすこぶる悪い。
アルキアやトコシヱの武器屋（両方とも男性）から熱烈な愛情を受けており、抱き付かれたりキスを迫られたりしているらしい。
真名は「光五条_ox.癒種ヴァーミリア・ヘプト」。
本来はレーザーメスやAEDなどの医療器具が納まった鞄に、アオトに変形機構を追加してもらって戦う。簡易手術室搭載型や病院クラスの設備が詰まった鞄などが調合により作成され、これらを成し遂げるアオトに驚愕したり感動したりしていた。必殺技が医療器具を使ってばかりなのを指摘され、落ち込んだりもした。超必殺技はふんどし一丁となって複数の必殺技を連続で浴びせる「五条式 禁術 裏療法」。必殺技を使うことは本人もノリノリで、テンションが上がってふんどし姿になることをティリアに拒否されても止める気はないようである。なお、会話に出てくる順番と実際に行う順番が違っている上、含まれている技の一つが超必殺技を習得できる段階では習得できない。

### サブキャラクター

#### アルキア
ラファエーレ
声 - 田中秀幸
アルキア研究所の所長であり、アルキアの指導者。民衆からの支持は厚い反面、五条やゲンガイからは信頼の置けない人物であるとして危険視されている。
現在のネオ・アトラス派の中心人物であり、陰で同派閥の最終目的である「人類進化計画」を遂行するために暗躍している。人類を救うという大義と己の研究成果に心酔するあまり、それを達成するために他人の意志を踏み躙ることを何とも思っておらず、前任者であるラウドネスを若くして引退に追い込みメタファルスに渡るよう仕向けたり、レーヴァテイルを目的を遂行させるための道具としてしか見ないなど非道な人物。抗体頭脳に対するワクチンとしてサキを作り出したのも彼の差し金。計画が成功した暁には、自分たちが世界の支配者となって人々を導くことを望んでいる。
物語後半では、ストーリーの分岐によって異なる役割を演じる。ノーマルエンドの場合、アオトらとは反目しつつも共闘関係を結び、クラスタニアのハーヴェスターシャ（ヴィスタエディション）を倒すために協力する。一方でトゥルーエンドの場合、アオト達の行動を支援しながらも結果的に抗体頭脳を無力化するように誘導。カテナを脅迫して抗体頭脳の解析データを手に入れた後、XPシェルの機能を利用して「人類進化計画」を発動しようとする。しかし計画はアオト達に阻止され、最期はミュートに羽交い絞めにされたところを蒼都の手で首筋のクリスタルを破壊され爆散する。
真名は「ラファエーレ_ax.御種アルキル」。
リッカリョーシャ
声 - ゆかな / 歌 - 東川遥
愛称は「リッカ」。アルキア研究所のナンバー2でもあるレーヴァテイル。光五条に熱烈な好意を寄せている。
元は、クラスタニアの将軍で現在の将軍であるアカネの前任者。過去に原初の塔側のSHサーバーを確保する目的でアルキアに侵攻したが部隊は返り討ちに遭い、モジュールハーヴェスターシャ（XPエディション）のある区画に迷い込んだところを捕らえられた。「人類進化計画」の発動に必要な詩「EXEC_Z/.」が謳えるために生かされている。
五条の前では明るく振舞う反面、アルキアを恨んでいる彼との板挟みやラファエーレの計画に脅されつつ携わっている事、その秘密を明かせば五条に嫌われるのではないか、など内心苦悩している。
真名は「立華陵紗_ox.妖種ティーダリア」。
沙亜紗（さーしゃ）
声 - 安田早希
前作『アルトネリコ2 世界に響く少女たちの創造詩』から引き続いて登場。前作のヒロインの一人であるクローシェからもらったマスコット、「ゲロッゴ」を腰に提げている。ゲロッゴはソル・クラスタでも人気になる。アルキアで「にゃにゃ屋」という名のショップを営みつつ、同じくメタ・ファルスから来たココナをサポートしており、「J&C」の協力の下、インフェル・ピラの効果範囲外で詩魔法の使えないココナのためにと、導力を中継する人工衛星の開発も進めている。
ココナ同様、こちらにやってきた時にクラスタニアに撃墜され、ゲンガイらに救助された。
ティリアのノーマルエンドではクルシェと共に、本来は塔から離れることができないティリアのために技術協力して中継アンテナを製作するほか、トゥルーエンドの物語終盤では「J&C」による素材提供の元、インフェル・ピラから送られた導力を反射させる衛星を完成させ、その導力を第三塔へと誘導する事に用いた、難解な「新約パスタリエ」で構文されたヒュムノス「METHOD_HYMMELI/.」を独自で紡ぐなど、前作以上の天才的な才覚を遺憾なく発揮する。その様はクロガネに心酔するティリアに「あと三年でクロガネを超える研究者になる」と言わしめるほど。
ジャック・ハミルトン
声 - 神奈延年
シリーズ第1作『アルトネリコ 世界の終わりで詩い続ける少女』からの再登場キャラで、第一作トゥルーエンドでのクルシェとの約束もあって、天覇製の試作飛空挺でクルシェ共にソル・クラスタの地に渡り、 何でも屋「J&C」を結成してアルキアに与する下請けとして様々な活動をしている。個人的にクルシェを気遣っており、彼女が過去の想い人に執着していることについては複雑な感情を抱いている。
「にゃにゃ屋」の店主である、さーしゃの協力者でもある。
クルシェ・エレンディア
声 - 南條愛乃
シリーズ第1作『アルトネリコ 世界の終わりで詩い続ける少女』から再登場。
ジャックとペア「J&C」を組みアルキアに協力しつつ、かねてよりの悲願である、生き別れの想い人ルークの手がかりを探し求めている。
作中においては、ルークがこの地を訪れアルキアに加入していたことを掴んでおり、その後の消息を調べるため、アルキアの下請けをしながら、アルキアのデータベースに侵入する隙をうかがっている。
ジャック共々ココナとも面識があるが、アルキアに従っていることもあり、彼女からは信用されていない。
キラハ
ラファエーレとは対立していたエンシェント派の一員であった研究者で、カテナの父。
アルキアのハーヴェスターシャ（XPエディション）を停止させた後、サキを連れて逃亡生活を送っていたが、アカネやミュートが率いるクラスタニアの追跡から逃れる際に致命傷を負い、物語冒頭でアオトにサキと重要アイテムであるペンダントを託して息絶える。
トトラ
声 - 小松由佳
咲が働いていた保育園の生徒で、ガキ大将。保育園が無くなった後は、後述のカイリやレンティシャと共に保育園跡地で隠れ住んでいたが、クラスタニアの軍人達によってクラスタニア矯正区送りになったところをミュートに助けられ、結果としてクレンジングされそうになった蒼都達を救うことになる。
本編終了後は、他の二人と共に咲が新たに開いた保育園の生徒となった。
カイリ
声 - 安田早希
咲が働いていた保育園の生徒でトトラの相棒的少年。
レンティシャ
声 - 佐々木愛
咲が働いていた保育園の生徒で気弱な少女。

#### 大牙
ゲンガイ
声 - 玄田哲章
大牙の政府たる大牙連合の盟主にして「堕天峰」代表であったが、「クラスタニア恭順派」の無血クーデターによってその地位を追われ、「堕天峰」の生き残りや反クラスタニア運動家を纏めレジスタンスを組織した。大牙に広まる禅道の僧侶でもあるが破戒僧に近い豪放的な気質もあり、光五条と同様、精神世界内での扱いは悪い。
タツミにVボードのテクニックを伝授した師でもあり、タツミの秘密についても知っている。またアオトの両親とも面識があり、アオトを蒼谷の里へ連れて行ったのも彼である。
真名は「厳鎧_ax.天種堕天峰」。
カテナ
声 - 広橋涼
光五条の友人、刻の環製作所に勤務する天才科学者。実年齢は29歳だが小柄で童顔。大きな眼鏡をかけている。
以前から家族を捨てて失踪した父キラハの行方を追い求めていたが、父が今際の際にアオトに託したサキと出会ったことで、事件に巻き込まれていく。
DFPの開発者であることからクラスタニア軍にその身を狙われるも、幼なじみのミュートに救われたのを機に（器の大きそうな筋肉質の女性が好みであるという嗜好もあって）彼女と相思相愛となり、以後は本編の合間に二人の恋の物語が進行していく。
研究熱心で、集中すると周囲の物事が目に入らなくなる傾向がある。
真名は「嘉手納_ox.絡種フェイダー・ノイ」。
テポ
声 - 齋藤彩夏
光五条がサキの精神分裂を検査する目的で作った探査プログラム。コスモスフィアを構成するデータを洗い出し、分断されたコスモスフィアを通常のものと同様にダイブ可能とする能力を持つ。アドレスが非連続となり干渉が不可能になっている場所を探し出し、連続化させることで干渉可能に出来る。また、見ることが出来ない他領域の人格を視覚化することも可能。この場合、対象となる存在に接触していることが不可欠。本人曰く、物理層で行える一通りの処理は行えるらしい。正式名称Cosmosphere analyzer TransEncoder and Program Optimizerの後半のイニシャルを取って、テポと読む。
見た目は愛らしいが、口が悪い。
ルーファン
声 - 小林ゆう
ゲンガイの部下である青年。アオトらにも協力者として接する。しかしそれは表向きの姿であり、周囲には素性と本名を隠している。タツミには胡散臭がられていた。
その正体は、クラスタニアの刺客にして幹部であり、裏ではハーヴェスターシャを操りクラスタニアを牛耳っている実質的な黒幕。ソル・クラスタでは忘れられた存在となっているテル族であり、本名は絢胤紅葉霧浪（アヤタネクレハキリナミ）、ソル・シエール風表記の場合はクレハ・ペル・キリナミといい、『アルトネリコ』『アルトネリコ2』に登場したアヤタネこと絢胤箕嵩（のモデルとなった人物）の孫にあたる。実年齢87歳。
ゲーム内の用語集では、彼ら「絢胤妖家」の一族が限定的な予知能力を持っており、予言に従ってより大きな災禍を防ぐためにグラスノインフェリアを引き起こし、「レーヴァテイルの詩が世界再生の引鉄を引く」という予言を（過去の大戦で妖家が被害に巻き込まれたことも相まって）「人間＝悪」という不完全な解釈に沿ってクラスタニアの援助に関わったことが明かされている。彼もまた人間への反骨精神を強く受け継いでおり、予言の解釈に従い世界再生のためと信じて人類を抹殺すべく暗躍している。しかし、その行動の多くは星を再生させることよりも人間の排除に固執しているように見える。
フィンネルを「抗体頭脳」の依り代として仕立て上げた状況の中心人物。元々フィンネルやアカネが抗体と接触する原因となったのは、星の意志と交渉して抗体頭脳を顕現させるボディとして彼女達を依り代として提供したため。フィンネルの幼少時から続く一連の冷遇を指示したのも彼であり、フィンネルの中に宿ったスズノミアを触媒にして抗体頭脳を誘き出し人類を滅ぼそうとしていた。トゥルーエンドのルートではアオトらと対決し、人間の愚劣さやアルキアの横暴を訴えて戦うも敗北、死後もアオトたちからの理解や同情が寄せられることはなかった。
騙されていたソーマが食って掛かった際、「下位人格に用はない」などと言い捨てるなど、極めて傲慢。
ハーヴェスターシャがダウンしている限り非力とアカネによって語られたが、この発言はアカネが彼の本来の素性を知らないために出たものである。実際彼はテル族であり、様々な術を行使できると思われ、抗体との契約により竜のような姿に変身する能力を有していた。また、男性でありレーヴァテイルでない彼がクラスタニアで実権を握れたのは、幼少時にアルキアによる『絢胤戦争』の際に両親を失って以降クラスタニアで養育されていたというのもあるが、それ以上に、元々彼らテル族がクラスタニアの黒幕であったというのが真の理由である。

#### クラスタニア
ハーヴェスターシャ
声 - 浅川悠 / 歌 - 柚楽弥衣
第三塔「ハーヴェスターシャ」およびアルキアの「原初の塔」に存在する人工頭脳に宿った二人の仮想人格。愛称はハーヴェ。人前には片翼を持つ少女の姿で現れ、髪や服の色に違いがあるものの同じ容姿を持ち、共にハーヴェスターシャの名で呼ばれているが、両者を区別する場合には「ヴィスタエディション」「XPエディション」と呼び分けられる。一応、喋り方に微妙な差がある。各フレームには対となる専用の起動鍵が存在するが、物語開始当初は双方とも所在不明となっている。立ち絵などではよく見えないが、もう一方には機械的な羽らしきものがある。また、立ち絵で身長が高いように見えるのは宙に浮いているためである。
なお、二人のハーヴェスターシャは相互メンテナンスを行うことが出来、外部メンテナンスポッドはセキュリティを考えた結果、塔最上部に位置している。ポッドのある場所には「頂上」と書かれた看板付の街灯が寂しく立っている。
人間体だったころからの知り合いらしいが、その頃を投影した仮想世界では登場しない。
モジュールハーヴェスターシャ ヴィスタエディション（サブフレーム）
クラスタニアの指導者。その正体は第三塔「ハーヴェスターシャ」の施設、ティリアヘッドにある人工頭脳に宿った仮想人格。性格は尊大かつ傲慢、人間を嫌悪しレーヴァテイルだけの理想郷「レーヴァテリア」の実現を掲げており、「クレンジング」の一環として捕らえた人間たちの洗脳・奴隷化を推し進めている。しかし、これらは400年ほど前「絢胤妖家」によって人格スキンプログラムを書き換えられているのが原因であり、本来は穏やかな性格をしている。なお戦闘時には容姿が大きく変化し、煙管を持った女性の姿の戦闘形態となるが、フィンネルのコスモスフィアでは本編に先駆けてこの姿で登場しキセールという名を名乗っている。
ストーリーの分岐によって異なる末路を迎える。ノーマルエンドでは最終ボスとして、ラファエーレや「J&C」の助力を得たアオトらと対決し消滅させられる。一方トゥルーエンドのルートでは、700年前とは異なる性格に書き換えられていることに驚いたティリアからクソフレームなどと罵られた後、バックアップを用いて本来の性格へと復元されることとなり、その後は本来の役割であるAHPPの実現のための一翼を担うべく、ティリアらに協力する。AHPPでの役割は、塔の機能管理全般とアルシエルの核にXPシェルを撃ち込むレールガンの制御。専用の起動鍵の所在は分からなくなっているが、実はある人物が所持している。
人間を嫌うように設定されていた時の人格は、ユーザー間で「クソフレ様」の愛称で呼ばれており、彼女の毒舌をフィーチャーしたグッズが即日で完売するなど、予想を上回る反響があった。なお作中では、毒舌かつ協力的な性格への修正も可能であることも示唆されていたが、アオトによって却下されゲーム本編では実現しなかった。
モジュールハーヴェスターシャ XPエディション（マスターフレーム）
アルキアの「原初の塔」にある人工頭脳に宿っている仮想人格。前作『アルトネリコ2』のエンディングにおいてジャクリがココナに「大地の心臓」を渡すようにと話したハーヴェスターシャとは彼女のことを指している。過去においてその悪用を恐れたキラハによってシャットダウンされているため、物語開始時点では機能しておらず、再起動に必要な起動鍵もキラハによって破棄されている。トゥルーエンドのルートで復活し、物語終盤における重要な役割を担う。AHPPでの役割は、XPシェル・ドームにて惑星の意思とのコンタクト及びその維持。ヴィスタエディションと比べ、比較的声が大人しい。

アカネ
声 - 遠藤綾 / 歌 - 上野洋子
β純血種のレーヴァテイルで、クラスタニアの若き女将軍。唯一の同期誕生であるフィンネルと親友であり、個人的に彼女を気遣っている。フィンネルの扱いには気を揉んでいて、中盤でのアヤタネの暴露からクラスタニアの方針に疑問を抱きアオトたちに協力する。一匹の「抗体」を飼いならし、ククロウと名付けて可愛がっている。
本来の役割は、「抗体頭脳」を呼び寄せるためのレーヴァテイルであるフィンネルの存在を敵対勢力の目から遠ざけるためのブラフであり、抗体の司令塔を装わせるため抗体のククロウを与えられた。
フィンネルとアカネは出生前の培養中に、抗体がβ量産工場へ攻撃を仕掛ける事件に巻き込まれ、抗体接触により同期のレーヴァテイルはすべて死亡したが、フィンネルがアカネより先に星の意志を宿したため、アカネは生き残った。
生まれつき感情が抑制されており、それ故に融通が利かない人物と見られることもあるが、本人はそれをとかく気にしている。人並みには色恋沙汰に関心があるようで、終盤のイベントでアオトから恋を成就する為のレッスンを受ける。その時アオトに在らぬことを吹き込まれそれを鵜呑みにするなど、生真面目で有りながらもやや世間知らずな面ものぞかせる。
クラスタニアの将軍として卓越した技量を持つが、司令官という立場からあまり前線に出なくなったため腕が鈍ると感じているらしい。終盤、過去作のカナデやラキのように彼女と3回まで組み手を行える。
真名は「紅禰_cx.御種楼翔花」。
ミュート
声 - 大谷育江 / 歌 - あう（ぐしゃ人間）
第三世代レーヴァテイル。筋骨隆々とした巨体の女性で、アオトからはその外見を「男女」と形容されている。物語冒頭における戦いでアオトに敗れ、以降も彼のことをライバル視し狙い続ける。が、同時に任務失敗の責任により小隊長を解任されたりもしている。この屈強な体躯はレーヴァテイルの肉体を超人的に強化するヒュムノスによるもので、本来の姿はカテナと同じくらいの背格好の小柄な女性。可愛いものが好きなど、少女趣味な一面もある。この趣味の傾向は咲と同じで、彼女の詩や被り物に一瞬ときめくも、すぐに取り繕ってくる。
元々はアルキアの出身で、前作『アルトネリコ2』に悪役として登場したラウドネス博士の娘。己の肉体を強化する技術を与えてくれた父親を慕っており、父を追い落としたラファエーレを仇同然に憎んでいる。その為にラファエーレに復讐する目的でクラスタニアに入隊した。
子供好きで面倒見がよく、スレイヴの看守にまで落とされた頃も子供達の世話をしていたのでよく好かれる。
幼馴染であるカテナに恋心を抱いている。彼らの関係の進行速度は作中で最速を誇り、中盤でお互い他人という認識レベルで始まり終盤で子供が出来るに至る。お互いの呼び名は「ダーリン」「ハニー」であり、出るたびに熱烈な関係を見せ付けられる。
真名は「ミュート_rx.響種シャリエッタ」。

#### 過去の人物
クロガネ
ティリアの養父で二つ名は「音科学の死神」。700年前にクロガネ研究所の所長としてAHPPを指揮し、第三塔「ハーヴェスターシャ」の建造に携わった人物。ティリアの設計者でもあり、今でも彼女から慕われているが、当時、周囲から見て不可解な自殺をすることで塔の完成を不完全な形に追い込んだ。ティリアの記憶から構築されたバイナリ野の仮想世界に登場する。
バイナリ野の仮想世界では当初、姿が描写されない人物として登場するが、ダイブの終盤でその容姿を、終了後のトークマターや人名辞典、アルトネリコ3の設定資料集で生前の人柄等を知ることが出来る。
研究成果を奪ったAHPPを憎む一方でティリアによる塔の完成を切望しており、「塔にはなるがAHPPは実行不可能」という段階に追い込むために自殺する。その様子を見た将門（＝アオト）曰く、ティリアを含め自分以外の全ては道具としか思っていない。しかし、自分の目的を果たすために躊躇なく自分の命を捨てるなど、自分という存在すら道具として扱っている節がある。
この人物のあまりの人望の無さや暴走行為、そして「B計画」等の思惑の数々が3の物語の発端となったとも言える。
楠 将門
700年前、第三塔建設当時のティリアのボディーガードを務めていた人物の一人。若くして身辺警護の技術を身につけていることから、クロガネ自身の引き抜きによって幼なじみの役割を与えられ、当時身分を隠して学校に通っていたティリアをサポートするため、彼女のクラスメイトとして行動を共にしていた。ティリアの記憶から構築されたバイナリ野において、アオトは彼の役割を演じることになり、青砥将門（あおと まさかど）という役名を与えられる。
実際の彼は良くも悪くも職務に忠実で、彼女の肉体は完璧に護りきったが彼女の心に介入することは一切なくティリアにとっては身近でありながら心の距離が遠かった人物であったという（もっとも、後に公式で明らかになった話によると、一見冷徹な任務第一のような男に見えて実は情に篤い方ではあったが、戦争疲れなどもあって人間相手だとほとんど口を利こうとせず、自身の保有するβ純血種のレーヴァテイルはさながら観葉植物を愛でるが如く大切にしていた、とある）。
ティリアが彼の役をアオトに当てたのも、過去に起きた事件の影響で心を揺さ振られることを極度に恐れるため、彼女にとって感情移入し難い役を選んで割り当てたのだと説明されている。しかし、仮想空間の終わり方に納得しなかったアオトにより、仮想空間での役割が歪んでいった。

#### その他
レーレ
神としてのサキの上司であり、大地や命の創造系の神々の長であるホルスに次ぐ存在。本来の珠洲ノ宮とは同等の中級神で、ソル・クラスタ地方での呼び名は『零獅姫』という。前作の舞台であるメタ・ファルス地域で生活の場所としていた「リム」に、レーレの水卸と呼ばれる場所が存在するが、この場所は彼女の名前から採られている。
AHPPに協力するために地上に顕現してサキアに憑依したサキの身を案じ、「このままでは総意からの連結を解かれ、サキが神としての資格を失ってしまう」と伝えるためにサキのコスモスフィアに現れ、蒼都に接触をしてサキが神であることを放棄し地上に残る際に必要な想いのこもった宝珠を託した。
神話上ではユークリッダやクリューエと同等の神と認識されていたが、第一期文明時代末期の研究で初めて大地や命の創造系の神々には彼女より上位の存在がいるはずであるという事が解り、その事がホルスの発見に繋がった。
シエラ
歌 - 志方あきこ
惑星アルシエルの意志そのものである、惑星意識の集合体。シエラとは第一期文明時代の人間が名づけた名称であり、下位の意志たちからは「総意」と呼ばれている。トゥルーエンドの条件を満たしている場合に最終ボスとして登場する。攻撃すると、恨み言を言ってくる。
ゲーム本編には明かされていないが、このシエラのコアにいた惑星意志は大地系の最上位の意志「ホルス」である。

### ドラマCDのみの登場キャラ

#### side咲-Afterstory
リンナ
声 - 今野宏美
クラスタニアの人間との融和政策に基づいて、蒼都と咲が経営する保育園で育てられることになったβ純血種の少女。
『人間は家畜である』というかつて受けた教育と『人間は対等の存在である』という教育の変化に戸惑い、同じ保育園の生徒である人間の子供達の環に入れず苦しんでいた。
海での事件を経て保育園の仲間達の環に入れるようになると同時に、自分を落石から助けたラードルフに淡い恋心を抱くようになった。
ライナー・バルセルト
声 - 布施雅英
アルトネリコ 世界の終わりで詩い続ける少女の元主人公。かつてのパーティーメンバーであるラードルフの護衛でソル・クラスタを来訪した。
第一作主人公という事もあり、その剣技は本作主人公の蒼都をも驚嘆させた。
ラードルフ・シュナイゼン
声 - 半田雅和
エレミア教会の代表である司祭でありアルトネリコ 世界の終わりで詩い続ける少女ではパーティーメンバーであった人物。
惑星の再生もあって、是非本物のティリアに会いたいと願い、ライナー及びフェイマを旅の供としてソル・クラスタを来訪した。
フェイマ
声 - 宇都宮奈央
総司に就任する以前の平の騎士であった頃のラードルフのパートナーであり、第一作ヒロインのオリカの師でもあった人物で、現在は司祭直属の秘書を務めている。
アルトネリコ 世界の終わりで詩い続ける少女のラスボス戦終了後～エンディングを描いた小説版でエレミア教会の神官職を勤めるモラリスと結婚していたが、今回は夫の浮気疑惑から結婚記念日に夫婦げんか。急遽ソル・クラスタ行に同行することとなった。

#### sideフィンネル-Afterstory
プリシラ
声 - 鹿野優以
ED後に出来たフィンネルの友人。クラスタニアのレーヴァテイルであるが人間に対する偏見は無い。
自分のせいでフィンネル達が旧クラスタニア復活の企みに巻き込まれた事を悔やみ、嫌がるジャクリを巻き込んでクウでハーヴェスターシャの正常化を行った。
シュクレ
声 - 浅野真澄
緩い縦ロールのお嬢様風の容姿のレーヴァテイルで、かつてはアカネの副官を務めていたが、人間との宥和政策に反発して姿を消し、復活したハーヴェスターシャの旧人格と共にかつてのクラスタニアの復活を目指し、同志を集めていた。
今回の事件の決着後は、アカネの配下に戻り、アカネ自身により監視されることとなった。
第三塔へ来たココナとさーしゃの飛空挺を撃墜したのは彼女であり、お互い面識がある。
アルマ＆ルシア
声 - アルマ:津田美波 ルシア:池辺久美子
プリシラの友人でもあるレーヴァテイル。現在のクラスタニアの政策への反発から、シュクレの組織に合流したが、その活動の一端をプリシラに見られ、彼女を加入させ、さらに現状においてソル・クラスタでもTOPクラスの実力者であるフィンネルをも強制的に加入させようとした。
ジャクリ
声 - 宮崎羽衣
アルトネリコ 世界の終わりで詩い続ける少女の元ラスボスにしてアルトネリコ2 世界に響く少女たちの創造詩の元ヒロイン。
さーしゃの手による詩サーバー間ネットワーク設置の手伝いも兼ねて、ココナの紹介で蒼都やフィンネルと会う予定でソル・クラスタを来訪していた。
ココナやフィンネル達が事件に巻き込まれていた処を救出し、以後は蒼都達が事件を解決するのを見守るつもりであったが、プリシラに無理矢理付き合わされて、クウからバイナリ野に潜入して、ハーヴェスターシャの人格書き換えを行った。
もっとも、それだけで済むわけもなく、ユニットハーヴェスターシャは、彼女によって憂さ晴らしとばかりに、リモコンによる切り替え可能な様々なウケ狙いな人格が植え付けられた。

## 主題歌・挿入歌
前作『アルトネリコ2』の楽曲が「第1作の正当な進化形」というコンセプトに基づく楽曲を多用し、結果として内容が保守的になってしまったという反省から、本作では従来のヒュムノスソングとは路線の異なる楽曲が多く導入されている。

### 主題歌
オープニングテーマ「謳う丘〜Harmonics TILIA〜」
歌 - 志方あきこ / 作詞/作曲/編曲 - 土屋暁
エンディングテーマ「Ec Tisia」
歌/作詞/作曲/編曲 - 志方あきこ
トゥルーエンドのエンディングで流れる。ゲーム内の楽曲解説では、惑星アルシエルの各人格が少しずつ歌っている曲であるとされ、作中ではアル・ルゥが歌っている姿が描写されている。

### 挿入歌
風標
歌 - 井上あずみ / 作詞 - 井筒日美 / 作曲/編曲 - 伊藤賢治
PHASE-2（第2章）の冒頭で流れる挿入歌。
chmod b111000000/n（チェンジモード・ななまるまるえぬ）
歌 - 柚楽弥衣 / 作詞 - 高橋麗子 / 作曲/編曲 - 弘田佳孝
ハーヴェスターシャが戦闘形態を取る際に流れる曲。アヤタネとの戦闘でも使用される。b111000000は二進数で、劇中では「700」と発音される。セキュリティの権限設定で「自身のみ読み取り・書き換え・実行権限あり／それ以外は全て権限なし」というモードで、自身の人格を消しに来たティリアたちに対してハーヴェスターシャ・ヴィスタエディションが発動したモードである。
XaaaCi.（ザキ）
歌/作詞 - みとせのりこ / 作曲/編曲 - 弘田佳孝
ラストボス直前の戦闘で流れる。惑星アルシエルの、人間に対する激しい憎悪と愛情を表現した曲。
Ec Tisia〜Tarifa
歌/作詞/作曲/編曲 - 志方あきこ
ラストボス戦で流れる。4つの曲で構成されており、
1. 未掲載
2. 『虹色クレヨン』にオルゴールバージョン掲載。副題「Au GuMu」
3. 4番目の曲を逆再生したもの
4. 『謳う丘 〜Ar=Ciel Ar=Dor〜』に掲載

トキノスナ
歌/作曲/編曲 - 志方あきこ / 作詞 - 志方あきこ、波乃渉
サキのノーマルエンドで流れる。曲の背景ではサキ製作の紙芝居が披露される。
星巡りの詩
歌/作曲 - 霜月はるか / 作詞 - 日山尚 / 編曲 - dani
フィンネルのノーマルエンドで流れるほか、コスモスフィア深部でフィンネルとスズノミアによって謳われる。
光の中に
歌/作詞/作曲 - KOKIA / 編曲 - 伊藤真澄
ティリアのノーマルエンドで流れる。ティリアの心情がストレートに表現されている。

### ソングオブヒュムノス
EXEC_CUTYPUMP/.（エグゼク・キューティーパンプ）
歌 - あう（ぐしゃ人間） / 作詞 - 東川遥 / 作曲/編曲 - 井内舞子
ミュートが謳うヒュムノス。ラウドネス博士が作った、ミュートの身体能力を強化する詩。二つの異なる姿を持つミュートの二面性をイメージした表現が盛り込まれている。本来第三世代であるミュートはヒュムノスをダウンロードすることはできないが、β純血種の1個体をエイリアスとして利用することでダウンロードが可能となった。
EXEC_EP=NOVA/.（エグゼク・イーピーノヴァ）
歌/作詞/作曲/編曲 - しかたあきこ
サキが謳うヒュムノスで、DFPを操作するための詩。日本語歌詞は猫の喧嘩を題材に、戦いの停止を呼びかける内容となっている。作中では、重厚な曲が流れることをプレイヤーに予感させておいて、それとはまったく異なる曲調が流れるという、意外性を意図した演出が行われている。
EXEC_FLIP_FUSIONSPHERE/.（エグゼク・フリップ・フュージョンスフィア）
歌/作曲 - 霜月はるか / 作詞 - 日山尚 / 編曲 - dani
自己犠牲を決意したフィンネルが、自らの想いのみで即興で紡ぎ出したヒュムノス。自らの生命力を導力に変換し、ハーヴェスターシャ（ヴィスタエディション）の回路へ攻撃を加えるために謳われた。
EXEC_METEMPSYCHOSIS/.（エグゼク・メテムサイコシス）
歌/作曲/編曲 - 上野洋子 / 作詞 - 江幡育子
アカネが謳うヒュムノス。塔となったティリアのホログラフィを作成するため、塔の施設「リンカーネイション」を制御し停止させるために謳われた詩。ストーリー分岐の条件の一つとなっている時限戦闘「運命の戦い」で流れる。
EXEC_FLIP_ARPHAGE/.（エグゼク・フリップ・アルファージ）
歌/作詞/作曲/編曲 - 志方あきこ
サキが謳うヒュムノス。サキはこの詩を謳うために生み出されたレーヴァテイルであり、「抗体」を統率する抗体頭脳アル・ルゥを自らの精神世界に取り込み対消滅させる「ワクチン」を発動する効果がある。ストーリー分岐の条件の一つとなっている物語中盤の山場で使用されるが、途中でイベントを挟んでサキが記憶を取り戻すことにより、曲の方向性が大きく変化する。
TVCMにも使用された曲。
EXEC_ViiBaCi_MjiiRa/.（エグゼク・ヴィーベイスィミーラ）
歌/作曲 - 霜月はるか / 作詞 - 日山尚 / 編曲 - dani
抗体頭脳アル・ルゥとの戦闘で流れるヒュムノス。ムーシェリエルを掌握し、謳い手の願いを具現させる詩。最初の部分はアル・ルゥに乗っ取られたフィンネルが、その後はアル・ルゥが引き継いで謳っている。
EXEC_REBIRTHIA=PROTOCOL/.（エグゼク・リバーシアプロトコル）
歌/作詞/作曲 - KOKIA / 編曲 - 伊藤真澄
ティリアが謳うヒュムノス。塔への変身、ハーヴェスターシャへのプログラムのインストールなど、AHPPの準備を進め、実行に移すための詩。現状では不完全な塔を完成させるために必要な詩でもあるが、700年前に発生した事件によって後半部分が失われている。塔内部のBGMとしても流れているが、この影響で途中まで流れるとノイズのように乱れた後冒頭に戻る、という演出がされている。ただし、塔内部のBGMにおいては、ティリアが記憶を取り戻して完全な詩を紡いでも変化がない。
EXEC_COSMOFLIPS/.（エグゼク・コスモフリプス）
歌/作詞/作曲 - KOKIA / 編曲 - 伊藤真澄
ティリアが謳うヒュムノス。かつてクロガネ博士が生み出した、惑星アルシエルの意志を取り込み同化するための詩。惑星との対話を可能とするための詩であり、AHPPの実行に不可欠な詩でもある。AHPPに協力する気がなかったクロガネにより、この詩をダウンロードする前にEXEC_REBIRTHIA=PROTOCOL/.が実行されたが、本来はこちらが先にダウンロードされるべきである。
EXEC_Z/.（エグゼク・ズィー）
歌/作詞 - 東川遥 / 作曲/編曲 - 井内舞子
リッカリョーシャが謳うヒュムノスで、ラファエーレの計画を実行に移すための詩。他のヒュムノスと異なり、リッカリョーシャの人間的な感情を前面に押し出した表現が意図されている。
METHOD_HYMMELI/.（メソッド・ヒュメリ）
歌/作詞/作曲 - 片霧烈火 / 編曲 - HIR
さーしゃが作り、ココナが謳うヒュムノス。メタ・ファルスのインフェル・ピラから第三塔ハーヴェスターシャの施設「カイラ吸収板」へと導力を誘導するための詩。I.P.Dのプリセットヒュムノス「METHOD_HYMME/.」のベース部分を少しいじっただけという、ヒュムノスとしてはシンプルな構成ながら、難解さ故人間には構文不能とされ、製作にはコンピューターを使用するのが必須と言われる「新約パスタリエ」で構文されている。

## 関連商品

### CD
- サウンドトラック
  - アルトネリコ3 世界終焉の引鉄は少女の詩が弾く オリジナルサウンドトラック
- 挿入歌集
  - 咲夜琉命 〜Ar tonelicoIII hymmnos concert side. 蒼〜
  - 珠洲ノ宮 〜Ar tonelicoIII hymmnos concert side. 紅〜
  - アルトネリコ ヒュムノス ミュージカル ボーカルミニアルバム 〜ココナ〜
- ドラマCD
  - side. 咲 〜After story〜
  - side. フィンネル 〜After story〜
  - side. ティリア 〜After story〜
- ヒュムノスミュージカル
  - アルトネリコ ヒュムノス ミュージカル～ココナ ～ 二つの想い 二つの詩 ～
- イメージCD
  - 謳う丘 〜Ar=Ciel Ar=Dor〜

このほか、挿入歌集「side. 蒼」と「side. 紅」のセット箱も数量限定で販売された。
『オリジナルサウンドトラック』にはR.A.H.システム（「#戦闘システム」の項を参照）によって生成された戦闘曲をベストミックスした楽曲も収録されているが、このうちサキのR.A.H.である「EXEC_HYMME_BATTLESPHERE/.#Saki extracting」のイントロ部分にサキのデフォルメキャラクターを組み合わせた、ユーザーの手によるMADムービーがニコニコ動画に投稿されて爆発的な人気を呼び、一時期には毎日何十件もの派生作品が作られるなど、本作の話題作りに寄与した。

### 漫画
エンターブレイン〈ファミ通クリアコミックス〉よりアンソロジーコミックが発売されている。
- 『アルトネリコ3 世界終焉の引鉄は少女の詩が弾く -ソル・クラスタ合唱詩-』 2010年5月15日発売[44]、ISBN 978-4-04-726518-9。
- 『アルトネリコ3 世界終焉の引鉄は少女の詩が弾く -四連弾の詩-』 2010年6月15日発売[45]、ISBN 978-4-04-726575-2。

### 小説
ソフトバンククリエイティブ〈GA文庫〉よりノベライズが発売されている。
著：富松元気
- 『アルトネリコ3 世界終焉の引鉄は少女の詩が弾く(上)』 2011年3月15日発売[46]、ISBN 978-4-79-736093-6
- 『アルトネリコ3 世界終焉の引鉄は少女の詩が弾く(下)』 2011年3月15日発売[47]、ISBN 978-4-79-736415-6